# Tortanus angularis
Tortanus angularis is een eenoogkreeftjessoort uit de familie van de Tortanidae. De wetenschappelijke naam van de soort is voor het eerst geldig gepubliceerd in 1992 door Ohtsuka.